# 30017 Shaundatta
30017 Shaundatta è un asteroide della fascia principale. Scoperto nel 2000, presenta un'orbita caratterizzata da un semiasse maggiore pari a 2,3180152 UA e da un'eccentricità di 0,1689843, inclinata di 1,10446° rispetto all'eclittica.